# Hiba
Hiba (lat. Thujopsis nom. cons.), monotipski rod crnogoričnog drveta ili grma iz porodice čempresovki. Vrsta Thujopsis dolabrata Japanski je endem a ima dvije podvrste.

## Podvrste
- Thujopsis dolabrata var. dolabrata
- Thujopsis dolabrata var. hondae Makino